# Cafè de Mar
El Cafè de Mar, també anomenat Cafè del Mar, és una obra de l'arquitecte Lluís Gallifa Grenzner al municipi de Mataró (Maresme) inclosa en l'Inventari del Patrimoni Arquitectònic de Catalunya. És un espai històric i emblemàtic del cooperativisme mataroní.

## Descripció
Edificació característica de la façana marítima de Mataró. De planta i un pis, s'hi accedia per la banda de mar a través d'una entrada semi porxada que reprodueix l'estil colonial del tròpic llatinoamericà, tan propi de les construccions marineres de mitjans de segle xix. A la façana hi ha una làpida amb la següent inscripció: "San Feliciano M. cuyo sagrado cuerpo llegó en esta plaia el 28 de enero de 1770". Aquest edifici es troba dins el Catàleg Municipal Artístic Arquitectònic i dins el Pla Especial del Patrimoni Arquitectònic de Mataró.

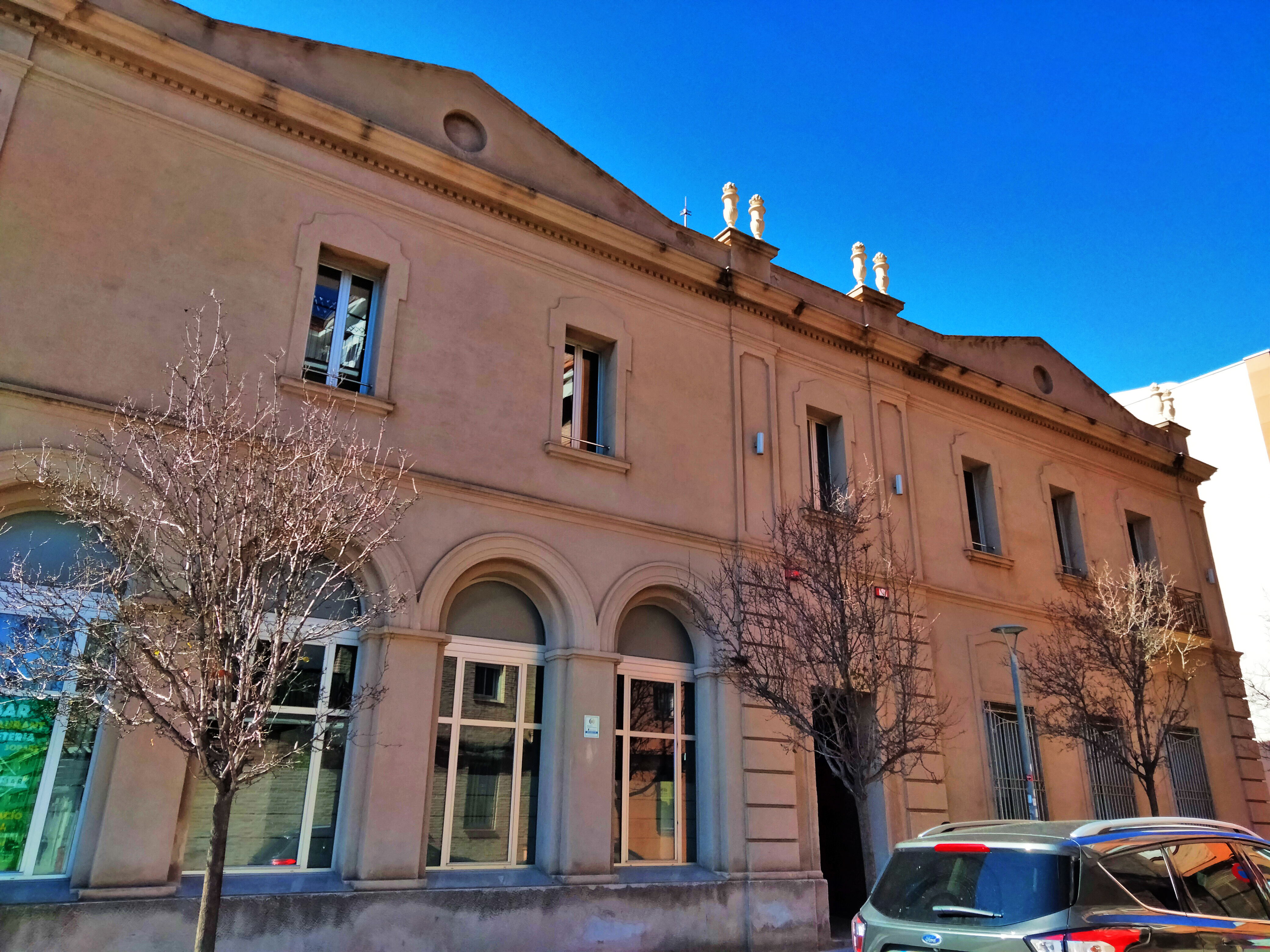
Façana del carrer de Jaume Balmes

## Història
El Cafè de Mar va néixer l'any 1926 i va ser l'espai de reunió de la cooperativa de consum de pescadors La Marítima (1867), una de les entitats participants de la creació de la Unió de Cooperadors de Mataró (1927). Aquesta Unió va contribuir a la vida educativa i cultural de la ciutat i va adquirir un patrimoni cooperatiu que després de la Guerra Civil espanyola i amb la instauració de la dictadura franquista va ser requisat, incloent el Cafè. El 1951 va ser retornat a la mútua Aliança Mataronina, però amb el temps es va anar deteriorant i va caure en desús.
Amb la creació l'any 2005 de la Fundació Unió de Cooperadors de Mataró, participada per l'Ajuntament de la ciutat, es van posar les bases per a la recuperació de l'immoble. L'abril de 2008 es va reinaugurar després d'una inversió d'1,7 milions d'euros que va permetre la seva rehabilitació total i que va incloure la urbanització dels entorns exteriors, esdevenint la seu temporal dels Serveis Territorials del Maresme-Vallès Oriental del Departament d'Educació de la Generalitat de Catalunya.
L'edifici va tornar a mans cooperatives l'any 2011 com a nova seu de la Fundació i va reobrir-se al públic el juny de 2014 amb un servei de cafeteria i restaurant, a més de sales de reunió i exposició.